# Искра (Симферопольский район)
И́скра (до 1948 года Теге́ш; укр. Іскра, крымскотат. Tegeş, Тегеш) — упразднённое село в Симферопольском районе Крыма, включённое в состав села Первомайского, сейчас — верхняя по долине Чуюнчи, южная окраина села.

## История
Первое документальное упоминание села встречается в Камеральном Описании Крыма… 1784 года, судя по которому, в последний период Крымского ханства Текеш входил в Чоюнчинский кадылык Акмечетского каймаканства. После присоединения Крыма к России (8) 19 апреля 1783 года, (8) 19 февраля 1784 года, именным указом Екатерины II сенату, на территории бывшего Крымского Ханства была образована Таврическая область и деревня была приписана к Симферопольскому уезду. После Павловских реформ, с 1796 по 1802 год, входила в Акмечетский уезд Новороссийской губернии. По новому административному делению, после создания 8 (20) октября 1802 года Таврической губернии, Тегеш был включён в состав Кадыкойскои волости Симферопольского уезда.
По Ведомости о всех селениях в Симферопольском уезде состоящих с показанием в которой волости сколько числом дворов и душ… от 9 октября 1805 года, в деревне Тегеш числилось 14 дворов и 80 жителей, исключительно крымских татар. На военно-топографической карте 1817 года обозначен Тегеш с 12 дворами. После реформы волостного деления 1829 года Тегеш, согласно «Ведомости о казённых волостях Таврической губернии 1829 года», передали из Кадыкойской волости в состав Сарабузской. На карте 1836 года в деревне 17 дворов. Затем, видимо, вследствие эмиграции крымских татар в Турцию, деревня опустела и на карте 1842 года Тегеш обозначен условным знаком «малая деревня», то есть, менее 5 дворов.
Вновь, в доступных источниках, встречается в «…Памятной книжке Таврической губернии на 1892 год», согласно которой в деревне Тегеш, входившей в Сарабузское сельское общество Подгородне-Петровской волости, числилось 19 жителей в 5 домохозяйствах.
Название Тегеш встречается на карте 1924 года. Согласно Списку населённых пунктов Крымской АССР по Всесоюзной переписи 17 декабря 1926 года, в селе Тегеш-Эли, в составе упразднённого к 1940-му году Чуюнчинского сельсовета Симферопольского района, числился 21 двор, из них 17 крестьянских, население составляло 103 человека, из них 71 русский, 29 украинцев, 2 немца, 1 записан в графе «прочие».
В 1944 году, после освобождения Крыма от фашистов, 12 августа 1944 года было принято постановление № ГОКО-6372с «О переселении колхозников в районы Крыма» и в сентябре 1944 года в район приехали первые новоселы (214 семей) из Винницкой области, а в начале 1950-х годов последовала вторая волна переселенцев из различных областей Украины. С 25 июня 1946 года Тегеш в составе Крымской области РСФСР. Указом Президиума Верховного Совета РСФСР от 18 мая 1948 года, село Тегеш переименовали в Искру. С 1950 года Искра была включена в колхоз «1 мая», объединённый в 1956 году с колхозом им. Кирова, преобразованный в 1962 году в совхоз. 26 апреля 1954 года Крымская область была передана из состава РСФСР в состав УССР. Решением Крымоблисполкома от 8 сентября 1958 года № 834 село Искра объединено с Первомайским, как фактически слившиеся между собой.